# ۱۸۹۴
سال ۱۸۹۴ میلادی پنجمین سال از دهه ۱۸۹۰ در سده نوزدهم میلادی بود.

## رویدادها
- ۱ اوت – آغاز نخستین جنگ چین و ژاپن

## زادروزها
- ۲۷ مه – لویی فردینان سلین، نویسنده فرانسوی
- ۲۶ ژوئیه – آلدوس هاکسلی، نویسنده بریتانیایی
- ۱۵ سپتامبر – ژان رنوار، کارگردان فرانسوی
- ۱ ژانویه – ساتیندرا بوز، فیزیک‌دان و ریاضی‌دان هندی (د. ۱۹۷۴)
- ۱ فوریه – جان فورد، نظامی، تهیه‌کننده و کارگردان آمریکایی (د. ۱۹۷۳)
- ۱۰ فوریه – هارولد مک‌میلان، سیاست‌مدار بریتانیایی (د. ۱۹۸۶)
- ۲۸ فوریه – بن هکت، فیلمنامه‌نویس آمریکایی (د. ۱۹۶۴)
- ۲۰ مارس – هانس لانگسدرف، نظامی آلمانی (د. ۱۹۳۹)
- ۲۶ آوریل – رودلف هس، سیاست‌مدار آلمانی (د. ۱۹۸۷)
- ۳۰ آوریل - گوستاو کایبوت، نقاش فرانسوی
- ۹ ژوئیه – پیوتر کاپیتسا، فیزیک‌دان روسی (د. ۱۹۸۴)
- ۲ سپتامبر – یوزف رت، ژورنالیست و نویسنده اتریشی (د. ۱۹۳۹)
- ۱۸ اکتبر – هارولد ال دیویس، نویسنده آمریکایی (د. ۱۹۶۰)
- ۲۶ نوامبر – نوربرت وینر، ریاضی‌دان آمریکایی (د. ۱۹۶۴)

## درگذشت‌ها
- ۱ ژانویه – هاینریش هرتز، فیزیک‌دان آلمانی (ز. ۱۸۵۷)
- ۲۰ مارس – لایوس کوشوت، اقتصاددان اهل مجارستان (ز. ۱۸۰۲)
- ۲۵ ژوئن – ماری فرانسوا سعدی کارنو، پنجمین رئیس‌جمهور فرانسه (ز. ۱۸۳۷)
- ۱۳ سپتامبر – امانوئل شابریه، آهنگساز فرانسوی (ز. ۱۸۴۱)
- ۷ اکتبر – الیور وندل هلمز، شاعر آمریکایی (ز. ۱۸۰۹)
- ۳ دسامبر – رابرت لویی استیونسن، نویسنده و شاعر بریتانیایی (ز. ۱۸۵۰)
- ۸ دسامبر – پافنوتی چبیشف، ریاضی‌دان روسی (ز. ۱۸۲۱)
- ۱۲ دسامبر – جان اسپارو دیوید تامپسن، سیاست‌مدار و وکیل کانادایی (ز. ۱۸۴۵)